# دیتر گیزلر
دیتر گیزلر (انگلیسی: Dieter Gieseler; ۱۰ ژانویهٔ ۱۹۴۱ – ۸ فوریهٔ ۲۰۰۸) دوچرخه‌سوار اهل آلمان بود.
وی در مسابقات کشوری و بین‌المللی در مجموع برندهٔ ۱ مدال نقره شده‌است.